# سلطان جبران سلطان القحطاني
سلطان جبران سلطان القحطاني المعروف بـ زبير الريمي هو مواطن سعودي من مواليد عام 1974، هو قيادي في تنظيم القاعدة في داخل السعودية واحد المطلوبين الـ19 الذين تلاحقهم المباحث العامة، وكان أحد المتهمين الرئيسيين لتفجيرات الرياض.

## مقتله
توفرت معلومات لـ وزارة الداخلية عن مجموعة من أعضاء تنظيم القاعدة موجودون في شقة في إسكان الملك فهد بجازان كانوا ينوون القيام بأعمال إرهابية وبحوزتهم أسلحة رشاشة وقنابل يدوية. وتم تطويق الموقع من قبل قوات الطوارئ الخاصة وطلب من الإرهابيين تسليم أنفسهم الا أنهم بادروا بإطلاق النار على رجال الأمن مما أسفر عن مقتل أحد رجال الأمن وإصابة أربعة آخرين إصابتهم طفيفة وقد استسلم اثنان من الارهابيين وقتل ثلاثة منهم. 